# Polyura gamma
Espèce

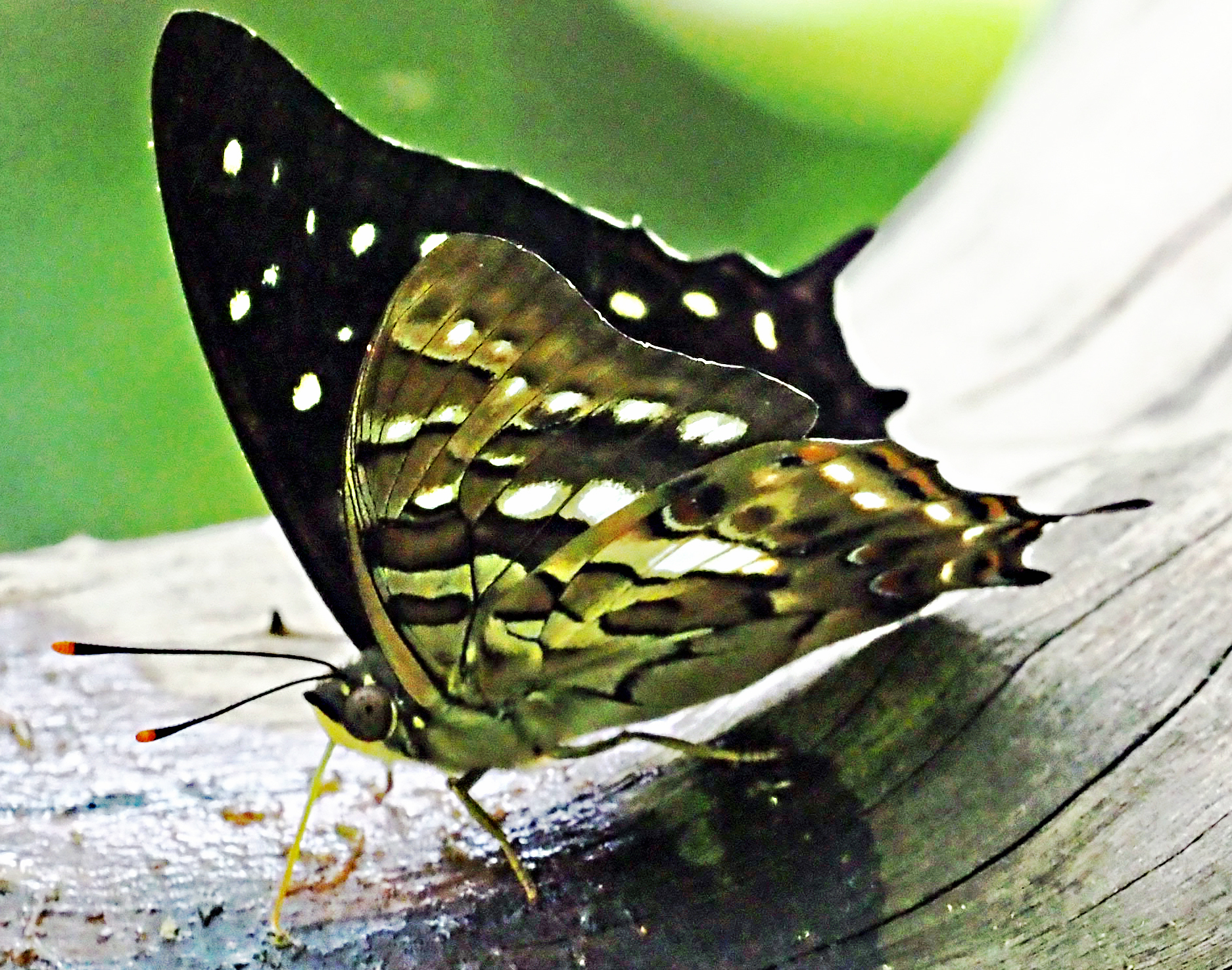
Polyura gamma mâle

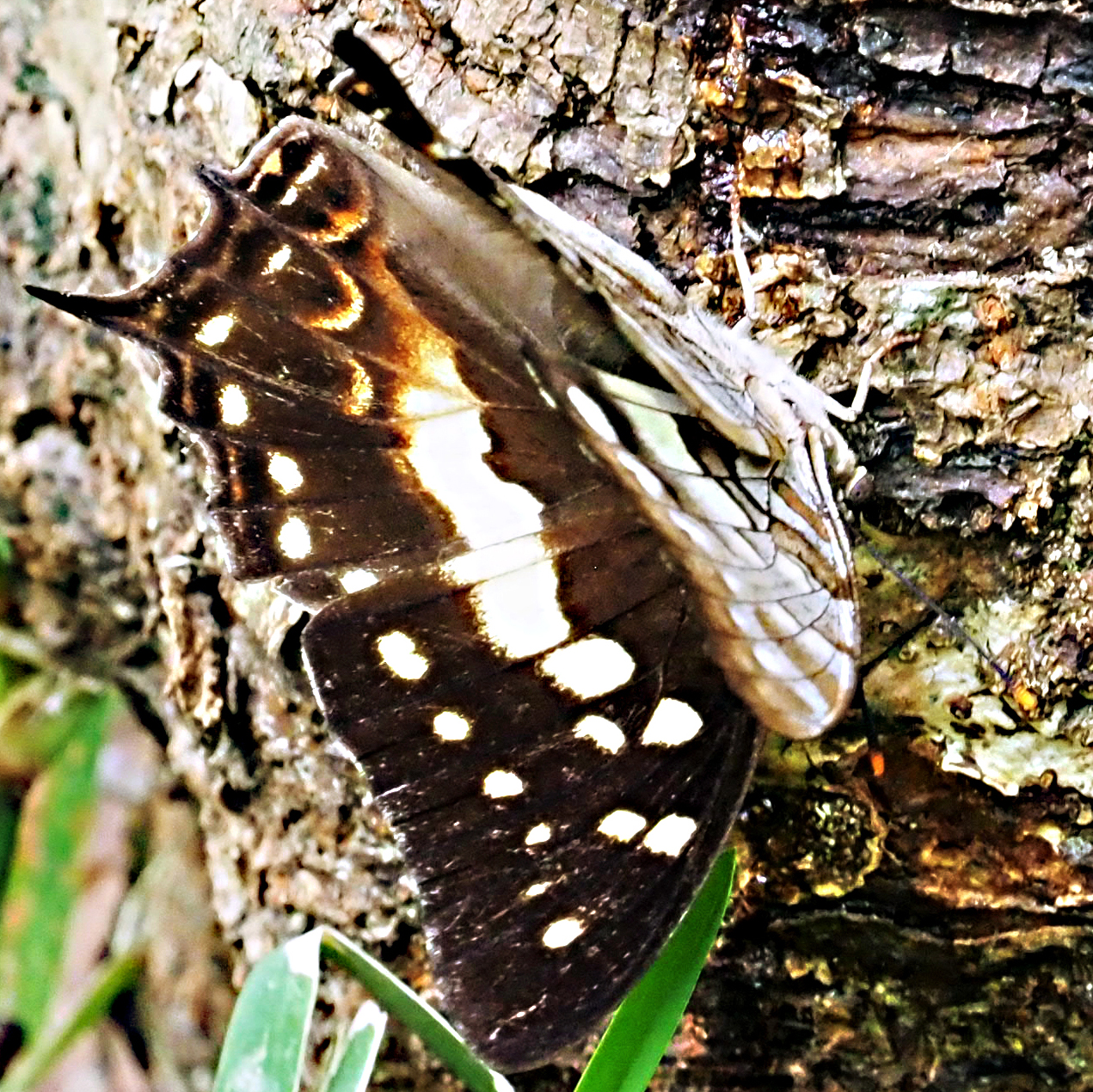
Femelle se nourrissant de sève fermentée

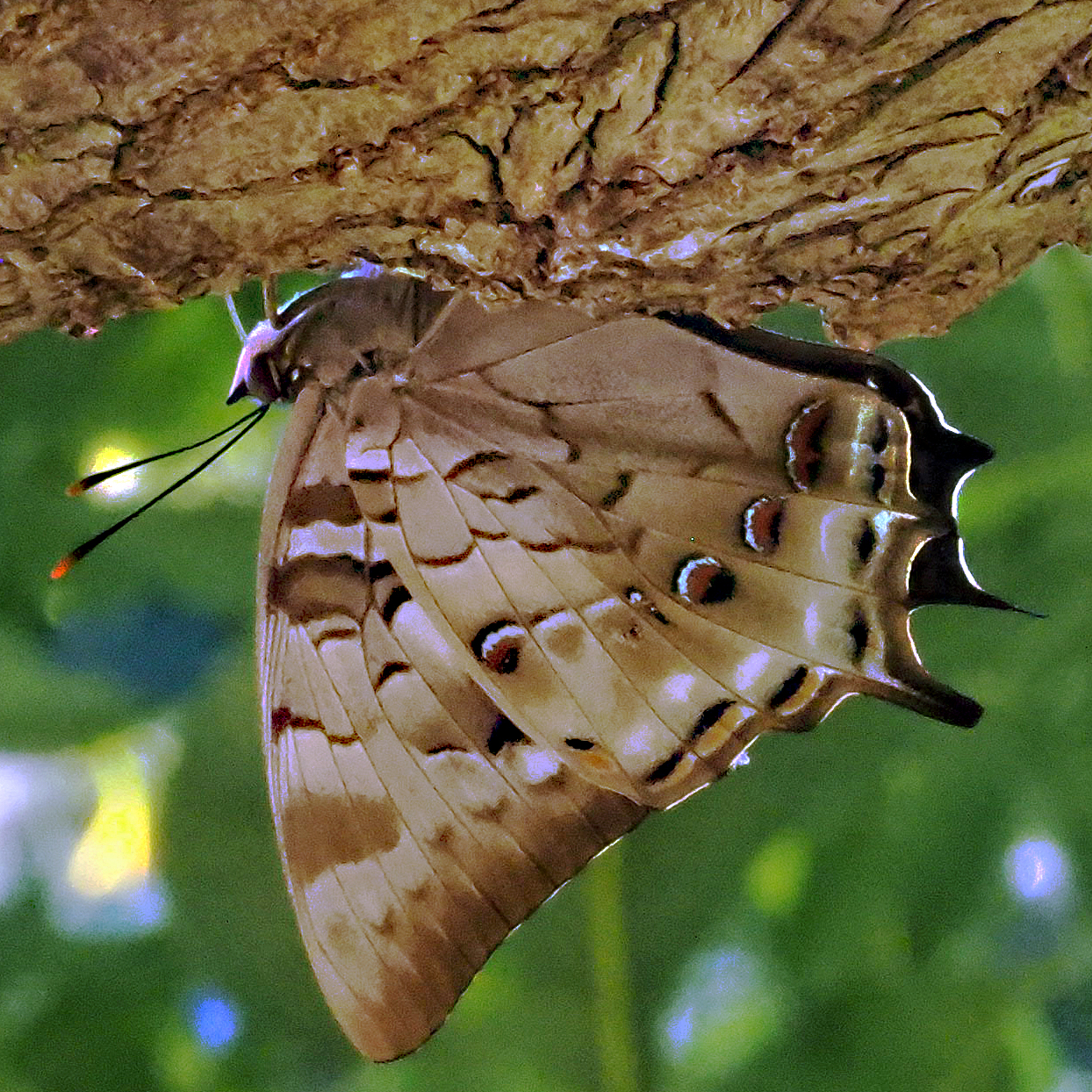
femelle sur tronc d'avocatier

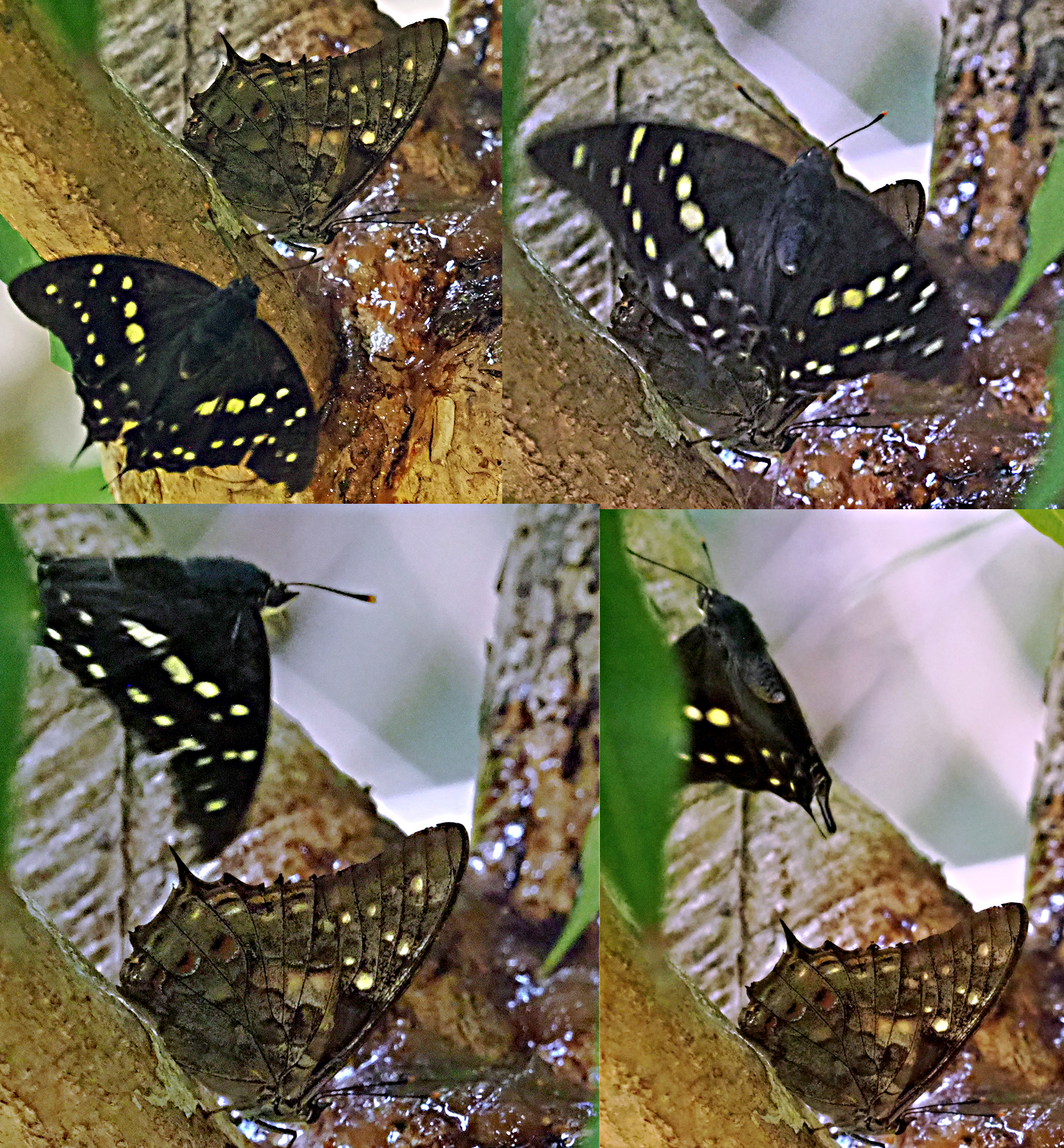
parade nuptiale du mâle (en vol) au-dessus de la femelle (posée)

Polyura gamma est une espèce de lépidoptères (papillons) de la famille des Nymphalidae et de la sous-famille des Charaxinae. 

## Dénomination
Polyura gamma a été nommé par Percy Ireland Lathy en 1898. D'abord décrit dans le genre Charaxes il est déplacé plusieurs fois avant d'être placé dans le genre Polyura par Stichel en 1939.
Synonymes :
- Charaxes gamma Lathy, 1898 (protonyme)
- Eulepis gamma (Lathy, 1898), déplacé par Rothschild & Jordan
- Eriboea gamma (Lathy, 1898), déplacé par Fruhstorfer, 1914

## Description
C'est un grand papillon marron qui présente deux queues aux postérieures. . Dimorphisme sexuel marqué: mâle, dessus  orné d'une bande blanche incomplète aux postérieures et d'une ligne submarginale de points blancs, revers avec une partie basale beige à verdâtre et une bordure marron; femelle dessus avec une large bande claire devenant ocre vers l'apex des ailes inférieures, revers des ailes clair homochrome avec l'écorce des arbres (photo)

## Biologie
Plusieurs générations se succèdent dans l'année, espèce très territoriale. Forêts de moyenne altitude, galeries forestières des thalwegs, forêts sèches.

### Plantes hôtes
Chenilles sur Fabaceae notamment Albizia granulosa.(Labill.) I.C.Nielsen, également dans les forêts sèches sur une Rhamnaceae, Ventilago pseudocalyculata Guillaumin

## Écologie et distribution
Endémique de  Nouvelle-Calédonie .

## Protection
Pas de statut de protection particulier.